# Ezana

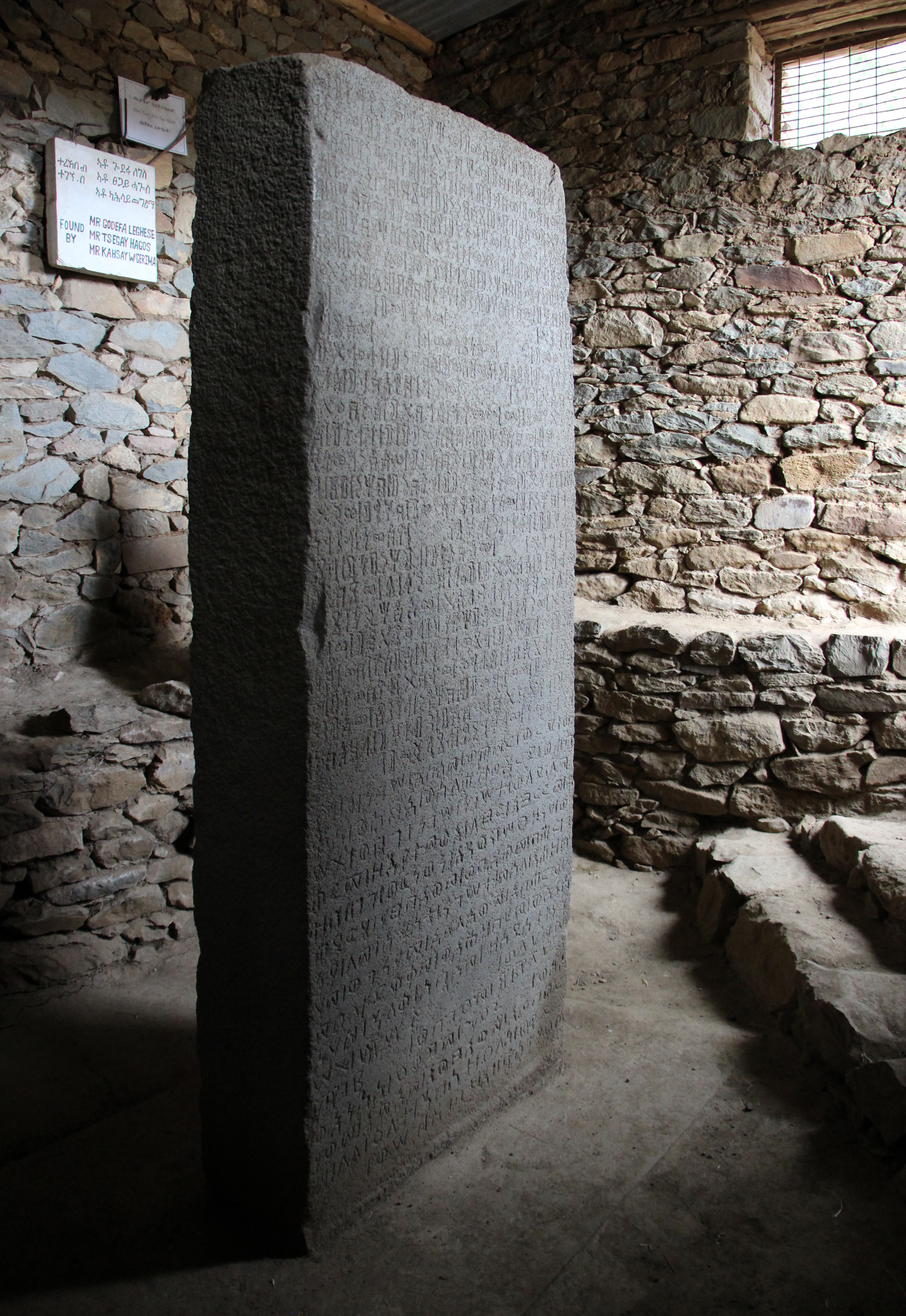
Płyta Ezany z inskrypcją grecką

Ezana (gyzz; ዔዛና) – władca Królestwa Aksum, rządzący mniej więcej w latach 320–360. Za czasów Ezany nastąpił rozkwit państwa aksumskiego. Niektórzy badacze sądzą, że doprowadził do upadku Królestwo Kusz, choć badania archeologiczne wskazują, że stało się to jednak wcześniej. Momentem przełomowym podczas jego panowania było wprowadzenie chrześcijaństwa w pierwszej połowie IV wieku, choć dokładna data nie jest znana. Dzięki temu Etiopia (wówczas Aksum) stała się drugim państwem na świecie, które przyjęło chrześcijaństwo. Pierwszym była Armenia w 301, a trzecim Cesarstwo Rzymskie w 392. Ezana pozostawił po sobie obelisk, oraz płytę  z wypisanymi zwycięstwami militarnymi. Płyta jest uznawana jest za etiopski „Kamień z Rosetty”, ponieważ umieszczono na niej inskrypcje w trzech językach.

## Pochodzenie
Według tradycji ojcem Ezany był poprzedni władca Ella Amida, a w czasie gdy był dzieckiem, funkcję regentki pełniła jego matka Zofia. Ezana tytułował się królem Saby, Sahlenu i Himjaru.

## Zmiana religii według inskrypcji
Ezana upamiętnił szereg swoich podbojów, wypraw wojennych, sięgających w głąb Afryki aż po rzekę Nil w trzech językach – greckim, sabejskim i gyyz. Jedna z inskrypcji, wypisana na cześć podboju i deportacji ludu Bedża głosiła: 

Ezana, król Aksum […] władca władców, syn boga Mahrema, nigdy przez wroga nie pokonany.

 Bóg Mahrem został zapożyczony z panteonu bóstw arabskich, co nie jest niczym zaskakującym zważywszy, iż państwo Aksum położone było między innymi na terenie dzisiejszego Jemenu i Arabii Saudyjskiej. Z kolei inna inskrypcja, upamiętniająca wyprawę do Nubii głosi: 

Przez potęgę Pana niebios, który jest w niebie i na ziemi, władcy wszelkiego istnienia […] Przez potęgę Pana niebios, który okazał mi łaskę, Pana, co rządzi na wieki i żaden wróg go nie zwycięża! Aby nie powstał przeciw mnie żaden nieprzyjaciel i aby żaden mnie nie ścigał – niech tak się stanie przez potęgę Pana wszechświata.

 Druga inskrypcja pochodzi z czasów, gdy Ezana był już chrześcijaninem. Nie jest do końca pewne w którym roku przyjął chrzest. Według tradycji był to rok 333, a chrztu udzielił św. Frumencjusz. Inne sugerowane daty to 327 i 340. Tradycyjna lista królów etiopskich nie wspomina o władcy imieniem Ezana. Według listy chrześcijaństwo zostało wprowadzone przez dwóch władców o imionach Abreha i Atsbeha. Bardzo możliwe że chodziło właśnie o Ezanę i jego brata Sezanę i były to ich imiona z chrztu. Wraz z chrztem Ezana wprowadził Aksum w krąg cywilizacji judeo-chrześcijańskiej. Nie był jednak pierwszym chrześcijaninem pochodzącym z terytorium Aksum. Trzysta lat wcześniej, według nowotestamentowych Dziejów Apostolskich pierwszym ochrzczonym Etiopczykiem miał być dworzanin królowej Etiopii (już w Starym Testamencie nazywano tak ten kraj), który przybył do Jerozolimy i w drodze czytał Księgę proroka Izajasza. Filip Apostoł podszedł do wozu którym podróżował Etiopczyk i zaczął z nim rozmawiać. Ich spotkanie miało zakończyć się chrztem dworzanina nad wodą, po czym wrócił do domu w Etiopii.

## Żywot abba Selamy
W etiopskim kalendarzu świętych – Synaksariuszu, gdzie zapisano ich żywoty istnieje tradycja mówiąca o ojcu Selamie. Tradycja etiopska opisuje przyjęcie chrześcijaństwa w następujący sposób: 

Meropiusz, wielki mędrzec, przyjechał z Grecji wiedziony chęcią zobaczenia Etiopii. Towarzyszyło mu dwóch chłopców, jego krewnych – Frumencjusz i Edezjusz […] Okręt Meropiusza przybił do brzegów kraju Agazi [Aksum]. Obejrzał on wszelkie wspaniałości, o których marzył w swym sercu i gdy zamierzał powrócić do swej ojczyzny, powstali przeciw niemu wrogowie. Zabili go wraz z towarzyszami. Ocalało zaś tych dwoje małych dzieci. Tuziemcy wzięli je do niewoli, przyuczali sztuki wojennej i zaprowadzili w darze królowi Aksum – Ylle Alada [chodzi o Ella Amidę]. Ten zaś mianował Edezjusza strażnikiem skarbu, a Frumencjusza stróżem prawa i pisarzem Aksum. Wkrótce potem król umarł, osieracając matkę z małym dzieckiem. Na tronie zasiadł Ylle Azguagua [chodzi o Ezanę]. A Edezjusz i Frumencjusz wychowywali dziecko, wszczepiając mu z wolna wiarę Chrystusową. Wybudowali mu kaplicę i sprowadzili tam dzieci, ucząc je psalmów i hymnów. Gdy zaś dziecko to doszło do lat młodzieńczych, zwrócili się doń z prośbą, by pozwolili im wrócić do ojczyzny. Edezjusz pojechał do Tyru zobaczyć rodzinę, Frumencjusz zaś do Aleksandrii, do mianowanego właśnie patriarchą abby Atanazego. Opowiedział [Atanazemu] wszystko, co mu się wydarzyło, i wszystko, co dotyczyło kraju Agazi; o tym że wierzą w Pana naszego Jezusa Chrystusa, choć brak im kapłanów i biskupów. Po czym Atanazy mianował go biskupem Etiopii i odesłał z wielkimi honorami […] A on wszędzie rozsławił pokój Pana naszego Jezusa Chrystusa i dlatego został nazwany Abba Selama – Ojciec Pokoju.

 Postać Frumencjusza jest historycznie stwierdzona. Elementy tej tradycji zawierają prawdę na temat okoliczności przyjęcia chrześcijaństwa.

## Przyczyny przyjęcia chrześcijaństwa

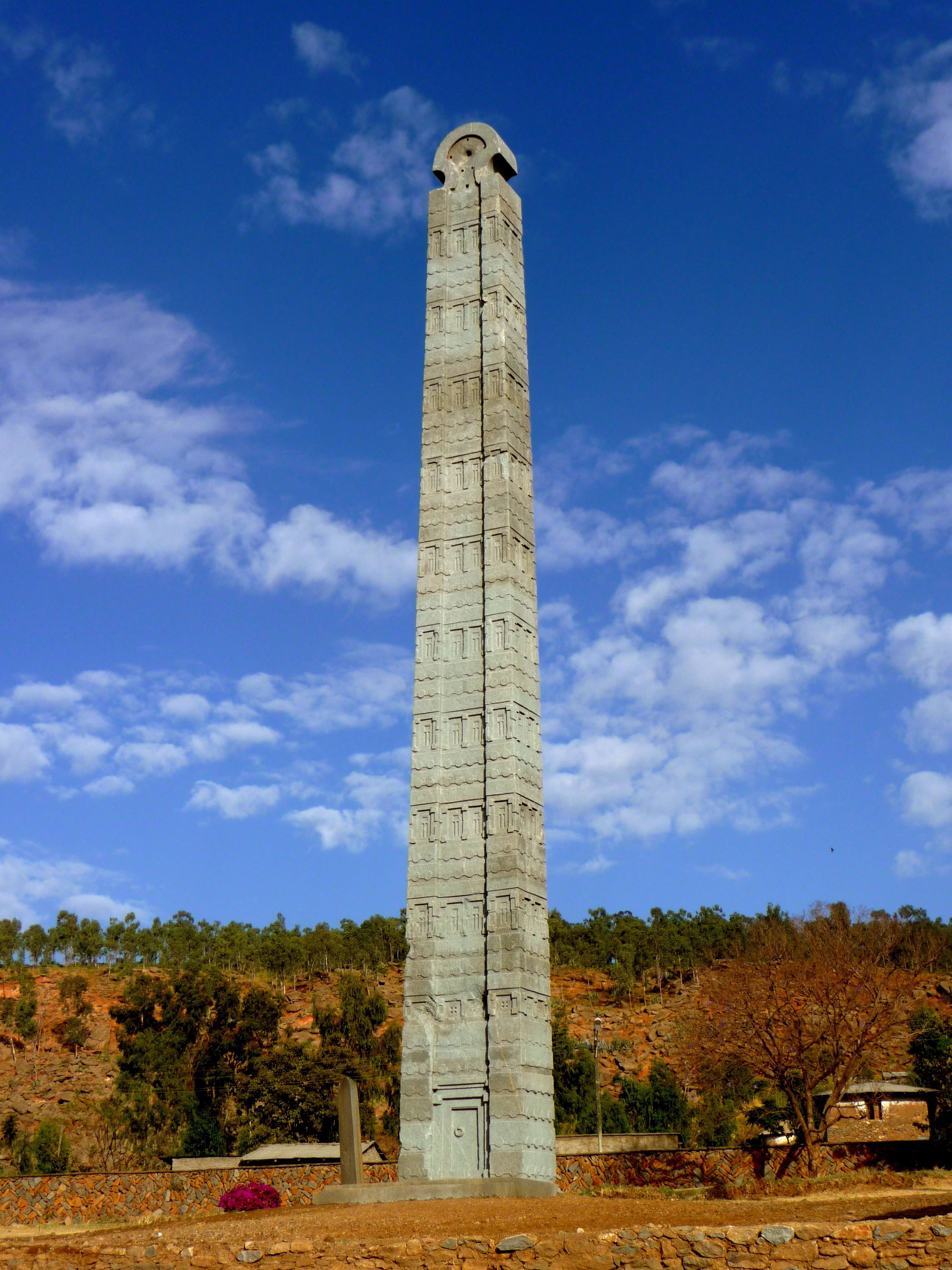
Obelisk Ezany.

Nie wiadomo czy chrystianizacja Aksum dokonywała się oddolnie, czy odgórnie. Być może chrześcijaństwo rozprzestrzeniało się wśród Aksumczyków przed przyjęciem chrztu Ezany. 

## Monety i obeliski
W latach 90. XX wieku złote monety Ezany znaleziono w Indiach, co oznacza że Aksum miało kontakty handlowe z Indiami. Na niektórych z monet widoczny jest grecki napis TOYTOAPECHTHXWPA, co znaczy „[Niech] to się spodoba krajowi”. Niezwykłą cechą monet jest przejście z motywu pogańskiego półksiężyca, na wizerunek krzyża. Powszechnie uznaje się, że Ezana jest również pomysłodawcą kilku obelisków, wśród których największy (widoczny na zdjęciu po prawej) ma 24 metry i waży prawie 200 ton.

## List od Konstancjusza II
Ezana utrzymywał kontakty z Cesarstwem Rzymskim. Przetrwał list napisany przez Konstancjusza II adresowany do Ezany i jego brata Sezany. Ariański cesarz żądał w nim od władcy Aksum, aby odesłał Frumencjusza do Aleksandrii w celu zbadania go pod względem błędów doktrynalnych. Najprawdopodobniej chodziło o to, że Frumencjusz był katolikiem. Cesarz znany był z prześladowań katolickich duchownych w czasie swego panowania. Stuart Munro-Hay twierdzi, że Ezana najpewniej odmówił lub zignorował list Konstancjusza.

## Dzień obchodów
W Etiopskim Kościele Ortodoksyjnym Ezana i Sezana uznawani są za świętych. Ich wspomnienie liturgiczne przypada pierwszego października.